# 桑原義光
桑原 義光（くわばら よしみつ、1942年6月3日 - ）は、元騎手・元調教師。

## 来歴
現役時代は繋駕速歩競走の騎手として活躍し、1970年12月1日に調教師免許を取得。1973年5月3日の岩見沢第6競走・フカガワホマレで初出走初勝利を記録。同20日にはケーシーが瑞穂賞を制し、初出走から僅か18日目にして、開業1年目での重賞初制覇を達成。1991年には騎手を志していた五十嵐冬樹に初めて会うが、当時16歳の五十嵐は、サングラスをかけ、ベンツから降りてきた迫力ある桑原の姿に圧倒された。大柄で、恰幅もいい桑原の指導は厳しく、時には鉄拳制裁も辞さなかったが、五十嵐は桑原から騎手や人間として大切なものを教わった。五十嵐が11度のリーディングを獲得してからも、勝つことだけでなく、勝ち方やレース運びなど、厳しく指導した。五十嵐が引退まで着用していた『赤、白星散らし』の勝負服は、桑原が騎手時代に着用していた『赤、黄星散らし』をアレンジしたものである。
1990年には32年ぶりに函館で開催された道営記念をユーワエース、1991年には2年連続函館開催となった道営記念をブラックホラーで制覇。
1992年6月14日の札幌第11競走札幌日経賞・ブラックホラー（13頭中9着）で中央初出走を果たし、1999年9月18日の札幌第6競走3歳500万下・ライズライズライズで中央初勝利を挙げる。
2004年にはデビューから掲示板を外したのが僅か1回という堅実派スローンフォルも活躍し、中央の札幌日経オープンで7番人気ながらハッピールックの3着に好走すると、瑞穂賞で父ハギノカムイオーに9年ぶりの重賞勝ちをもたらした。
2006年には南関東・大井から再移籍してきたエビスファイターをエトワール賞に出走させ、中団追走から直線内から鋭く伸びて勝った。佐々木主浩の初の所有馬ミスターフォークも入厩し、デビュー戦最下位から5連敗を喫するが、6戦目にして初勝利を飾った。
2016年にはサッポロクラシックカップにイノセントカップ3着馬フライングショットを出走させ、ローズジュレップ・スーパーステションを破った。鞍上の五十嵐は1週間前にホッカイドウ競馬生え抜き騎手では初の快挙である地方・中央通算2000勝という大記録を達成したばかりであり、記録に花を添える形となったほか、父タートルボウルにとって日本で生まれた産駒の初重賞制覇となった。五十嵐は2000勝を達成したレース後に「先生と一緒に写真を撮りたいんだけど、次のレースの装鞍があるもんなぁ」と、少し寂しそうにウィナーズサークルへ向かった。記録達成の翌週に行われた表彰式でマイクを向けられると珍しく言葉を詰まらせ、隣で見ていた桑原は「肩でも叩いてやろうかと思ったんだ」と、愛弟子の珍しい姿を暖かく見守った。サッポロクラシックカップのレース後インタビューでは五十嵐への厳しい言葉も垣間見せながら、少し時間を空けて、「でも、今日の冬樹には何も言うことはないな。素直に褒めてやらなきゃ」と笑顔で答えた。
2017年はリュウノユキナを9月3日の札幌第10競走すずらん賞に出走させ、鮮やかな差し切り勝ちで9番人気の低評価を覆し、単勝5530円・3連単19万350円の大波乱を演出した。桑原は2000年9月16日の札幌第6競走3歳500万下・スローンブラン以来の中央勝利となったが、喜びと安堵感の合わさった表情でスポーツ紙等の記者の囲み取材を受けた。11月1日の門別第2競走2歳未勝利・フェデリースでホッカイドウ競馬史上2人目の1400勝（地方1397勝, 中央3勝）を達成 し、同9日の第5競走つわぶき特別・ムカワシシャモ（11頭中2着）が地元での最終出走となった。12日には福島2歳ステークスにリュウノユキナを出走させて2着、21日の兵庫ジュニアグランプリにモリノラスボス・リコーパイソンを出走させたのが最後のレースとなり、結果はモリノラスボスが4着、リコーパイソンが5着と共に掲示板に入った。同年引退。
引退後の2018年にはこれまでの功績が北海道に認められ、北海道産業貢献賞を受賞。桑原はホッカイドウ競馬の騎手としての活躍や調教師として1400勝を上げた成績に加え、リーディングジョッキーを育てる巧みな教育手法、北海道調騎会の役員として重要な職責を果たすなど、北海道競馬界の発展に多大な貢献をしたことが認められての受賞となった。

## 主な管理馬
- ケーシー（1973年瑞穂賞）
- ミスボタン（1973年若駒賞）
- タケカオル（1974年STV杯）
- ミカサホマレ（1974年北海優駿）
- マイテイハヤカゲ（1975年エルム賞・ゴールドトロフィー・ジュニアチャンピオン）
- ヤマタケジョウ（1976年日本中央競馬会理事長賞、1977年クイーンカップ・金杯）
- ダイジルシマツハ（1979年ひまわり賞）
- マツノテンザン（1981年エルム賞）
- ヤエヤマブキ（1984年銀杯、1984年, 1985年岩見沢記念、1985年黄菊賞）
- ユーワエース（1990年道営記念）
- ブラックホラー（1991年赤レンガ記念・道営記念、1992年瑞穂賞・ステイヤーズカップ）
- レーシングクィーン（1992年フラワーカップ・アラブ3歳争覇、1996年黄菊賞）
- スローンフォル（2004年瑞穂賞）
- エビスファイター（2006年エトワール賞）
- ビッグマウス（2006年華月賞）
- ゴッドセンド（2009年星雲賞、2010年赤レンガ記念）
- フーガ（2009年王冠賞）
- ボヘミアン（2009年ジュニアグランプリ）
- ラプレ（2010年星雲賞）
- フライングショット（2016年サッポロクラシックカップ）
- モリノラスボス（2017年ジュニアグランプリ）

その他
- サクラアンプルール
- ディープサイレンス
- ベルモントアクター
- ビッググラス
- ヨシノイチバンボシ
- リュウノユキナ